# Tanahmasa
Tanahmasa (auch Tanah Masa, indonesisch Pulau Tanahmasa) ist eine der indonesischen Batu-Inseln (indonesisch Kepulauan Batu), im Indischen Ozean westlich von Sumatra.

## Geographie
Tanahmasa liegt im Zentrum der Batu-Inseln. Der Nordrand der Insel reicht bis zum Äquator. Nordöstlich liegt die Insel Pini, südwestlich Tanahbala. Weitere kleinere Inseln, wie Masa, liegen an der nordöstlichen Küste von Tanahmasa. Die Inselgruppe gehört zum Regierungsbezirk Südnias (indonesisch Nias Selatan). Hier bildet Tanamasah den Distrikt Tanah Masa mit den zwölf Desa Makole, Jeke, Sifauruasi, Saeru Melayu, Bawoanalita Saeru, Bawo Orudua, Hale Baluta, Bawo Ofuloa, Baluta, Eho Baluta, Hiligeho Sogawu und Hiliomasio.
Der Kanal zwischen Tanahmasa und Tanahbala ist 27 Kilometer lang, einen Kilometer breit und nur 10 bis 20 Meter tief. Hier leben zahlreiche Korallen.
Der höchste Punkt der Insel liegt 204 m über den Meeresspiegel. Hauptort ist Baluta an der Westküste Tanahmasas.

## Fauna
Auf Tanahmasa lebt das Taguan, ein Vertreter der Riesengleithörnchen. Zu den gefährdeten Vogelarten auf Tanahmasa gehören unter anderem die Zimtkopf-Grüntaube, Kragentaube, Jambufruchttaube, Swinhoewellenläufer, Blassfuss-Sturmtaucher, Weißbauch-Fregattvogel, Orient-Schlangenhalsvogel, Pfuhlschnepfe, Großer Knutt, Rotkehlstrandläufer und Grauschwanzwasserläufer.

## Einwohner
2017 lebten auf der Insel 3.662 Menschen, 1.822 Männer und 1.840 Frauen. Auf der Insel gibt es eine Moschee und 21 Kirchen.

## Wirtschaft, Infrastruktur und Verkehr
Landwirtschaft wird auf der Insel nur begrenzt betrieben. Auf 40,9 Hektat baut man Maniok und auf 24,6 Hektar Süßkartoffeln an. Weitere landwirtschaftliche Produkte sind Chili, Papayas, Bananen und Ananas. 2017 konnte man auf diese Weise 73,9 Tonnen Maniok und 75 Tonnen Süßkartoffeln ernten. 940 Tonnen Fisch wurden von den Fischern der Insel gefangen. 2146 Schweine, 36 Ziegen und 1.887 Hühner dienen als Haustiere.
Auf Tanahmasa befindet sich der Flughafen Lasonde. Als einzige der Batu-Inseln hat Tanamasah Pfade zwischen den Dörfern innerhalb der Insel. Die Straße vom Flughafen zum Hafen von Tanahmasa ist 500 Meter lang.
Die medizinische Versorgung wird nur von acht Krankenschwestern/-pflegern durchgeführt. Als Bildungseinrichtungen gibt es sieben staatliche und private Grundschulen und eine staatliche Mittelschule. 2017 gingen af sie 677 Schüler. Weiterführende Schulen sind auf der Insel nicht vorhanden.